# باتريشيا هارتي
باتريشيا هارتي (بالإنجليزية: Patricia Harty)‏ هي مغنية وممثلة أمريكية، ولدت في 5 نوفمبر 1941 في واشنطن العاصمة في الولايات المتحدة.

## وصلات خارجية
- باتريشيا هارتي على موقع IMDb (الإنجليزية)
- باتريشيا هارتي على موقع قاعدة بيانات برودواي على الإنترنت (الإنجليزية)
- باتريشيا هارتي على موقع إن إن دي بي (الإنجليزية)
- باتريشيا هارتي على موقع قاعدة بيانات الفيلم (الإنجليزية)